# Diocèse de Dumka
Le diocèse de Dumka (Dioecesis Dumkaënsis) est une circonscription ecclésiastique de l'Église catholique en Inde, suffragant de l'archidiocèse de Ranchi. En 2013, il comptait 147 915 baptisés pour 4 190 431 habitants. Il est gouverné par Mgr Julius Marandi.

## Territoire
Le diocèse couvre les districts civils de Dumka, Sahibganj, Pakur, Deoghar (seulement la sous-division de Madhupur) dans l'État du Jharkhand; les districts de Purnea, Katihar, Araria et Kishanganj dans l'État du Bihar; et la sous-division de Rampurhat dans le district de Birbhum de l'État du Bengale Occidental. Dans tous ces districts la population santali est majoritaire ou forme d'importantes minorités. 
Le siège épiscopal est à Dumka, où se trouve la cathédrale Saint-Paul et plusieurs institutions éducatives ou caritatives importantes. C'est à Dumka qu'est publié le seul périodique (hebdomadaire) catholique en langue santalie: Marsal Tabon. A Torai se trouve un important centre de formation pour les catéchistes du diocèse. Le territoire est subdivisé en 50 paroisses.

## Histoire
Il existait quelques paroisses le long des lignes de chemin de fer traversant la région (Madhupur). L'essor de l’Église catholique dans la région est lié à l’arrivée des Jésuites missionnaires maltais, en particulier le père De Bono. C'est alors que fut créée la préfecture apostolique de Malda (17 janvier 1952) par la bulle Tam opportunum de Pie XII, recevant son territoire du diocèse de Dinajpur (aujourd'hui au Bangladesh).  
Le 8 août 1962, la préfecture apostolique est élevée au rang de diocèse par la bulle Exsultat sancta Mater Ecclesia de Jean XXIII et assume son nom actuel.
Le 8 juin 1978 et le 28 juin 1998, le diocèse cède des portions de territoire à l'avantage respectif du diocèse de Raiganj (en) et du diocèse de Purnea (en).

## Ordinaires

### Préfet apostolique de Malda
- 28 mars 1952 - 1962 : Adam Grossi, P.M.E.

### Évêques de Dumka
- 8 août 1962 - 8 juin 1978 : Leo Tigga, jésuite.
- 8 juin 1978 - 8 novembre 1984 : Telesphore Toppo, transféré comme coadjuteur à Ranchi.
- 18 avril 1986 - 1er avril 1995 : Stephen M. Tiru.
- 14 juin 1997 - en cours : Julius Marandi.

## Statistiques
- En 1970, le diocèse comptait 44 240 baptisés pour 8 965 976 habitants (0,5%), 50 prêtres dont 35 réguliers, 46 religieux et 74 religieuses dans 16 paroisses ;
- En 2000, le diocèse comptait 79 200 baptisés pour 2 273 352 habitants (3,5%), 85 prêtres dont 53 réguliers, 88 religieux et 165 religieuses dans 15 paroisses ;
- En 2013, le diocèse comptait 147 915 baptisés pour 4 190 431 habitants (3,5%),	173 prêtres dont 118 réguliers,	146 religieux et 300 religieuses dans 50 paroisses[2].